# Аугуст Мајснер
Аугуст Мајснер (Грац, 3. август 1886 — Београд, 24. јануар 1947) је био аустријски полицајац, политичар, СА и СС вођа. Током међуратног периода, био је на челу Штајерске унутрашње безбедности, а у ери национал-социјализма члан Рајхстага, а у Другом светском рату унапређен је у вишег СС и полицијског вођу и генерал-пуковника полиције. Мајснер је био одговоран за масовна убијања српске и јеврејске популације у Србији. Након рата, у Југославији је осуђен је на смрт због ратних злочина и погубљен.

## Биографија

### Други светски рат

#### Виши СС и полицијски вођа у Србији
Након гушења устанка у Србији, Немци су почели са реорганизацијом окупационе управе и да би спречили ново избијање устанка у пролеће 1942. Да би се нови устанак предупредио, одлучено је да се именује виши СС и полицијски вођа за окупирану Србију и тиме ојачао учинак нацистичких обавештајних и безбедносних служби. За ову дужност је одабран Мајснер, упркос томе што је мало виших СС и полицијских вођа именована из редова Орднунгсполицаја. Са старошћу од 55 година, Мајснер је такође био најстарији постављени виши СС и полицијски вођа.
Мајснер је стигао у Београд крајем јануара 1942. и уплео се у вртлог сукобљених линија командовања и надлежности. Чак су и војне линије командовања биле конфузне, пошто је војноуправни командат Србије био одговоран за војну управу, а опуномоћени командујући генерал у Србији је био одговоран за војне акције против устаника. Неколико недеља по Мајснеровом доласку, војне функције су коначно обједињене у лику командујућег генерала и војног команданта у Србији, за кога је постављен генерал-артиљерије Паул Бадер, који је претходно био опуномоћени командујући генерал у Србији. Бадер је био одговоран заповеднику Вермахта у југоисточној Европи генералу Валтеру Кунцеу, који је био директно одговоран Хитлеру. Војнички ланац командовања је сматрао Мајснерово постављење за веома императивну организациону промену, док је Кунцеов начелник штаба описао Мајснера као некога „за кога нисмо питали“.
Бадеров штаб је био подељен на војни штаб на челу са пуковником Ерихом Кевишом и управни штаб на челу са СС-групенфирером Харалдом Турнером. Кевишов штаб је имао директну контролу над обласним ландшицен батаљонима и радио је са окупационом војском на територији окупиране Србије. Турнеров штаб је надзирао српску марионетску владу, немачке заповеднике четири војна округа и снаге безбедности.
Поред испреплетаног војног ланца командовања, ту су били и опуномоћеник Министарства спољних послова Феликс Бенцлер, који је одговарао немачком министру спољних послова Јоахиму фон Рибентропу, и опуномоћеник за привреду Франц Нојхаузен, који је био представник Хермана Геринга. Ове структуре власти су се међусобно такмичиле, више него биле где другде у окупираној Европи. Мајснерово постављање је даље ископликовало већ сложену ситуацију, јер је пре ове одлуке Харалд Турнер био одговоран за питања полиције и безбедности. Мајснер је формално морао да призна Бадера за свог претпостављеног, али је своја наређења добијао од Хитлера и Химлера. Један од његових приоритета је био да се поправи координација политике према фолксдојчерима у Банату, пошто су они постали извор регрута да се оснује нова дивизија Вафен-СС. Ова одлука, коју је одобрио Хитлер неколико дана пре Мајснеровог именовања, је појачала Химлеров став за слање вишег СС и полицијског вође у Београд.
Мајснер је преузео контролу над полицијским органима који су претходно били под Турнеровом контролом, груписане као Делатне групе Србија, које су обухватале Зихерхајтсдинст (Безбедносна служба или СД) и Зихерхајтсполицај (Безбедносна полиција или СиПо), као и 64. резервни полицијски батаљон. Њима је раније заповедао СС-штандартфирер Вилхелм Фукс, који је надгледао стрељање бројних српских, јеврејских и ромских талаца, које су извршиле углавном јединице Вермахта између августа 1941. и децембра 1941. Мајснеров заменик је био СС-штандартфирер Емануел Шефер, а шеф београдског одељка Гестапоа је био СС-штурмбанфирер Бруно Затлер. Начелник јеврејске секције Гестапоа је био СС-унтерштурмфирер Фриц Штраке.
Чим је преузео дужност, Мајснер је започео реорганизацију свих полицијских операција у окупираној Србији. Образовао је четири обласне полицијске команде, које су се наслањале на четири војне обласне команде, и десет полицијских округа, које су одговарале војним окружним командама. Одузео је од Милана Недића команду над Српском државном стражом, и такође је образовао бројне помоћне и добровољачке полицијске јединице на целој територији окупиране Србије. Једна од јединица које је контролисао Мајснер су биле Помоћне полицијске трупе, регрутоване од руских фолксдојчера са територије окупиране Србије, али такође и из Хрватске, Бугарске, Грчке и Руманије, и које је обучавала Орднунгсполицај. Планирано је да она достигне јачину од око 400 људи, али је мало познато о њеним активностима.
Као виши СС и полицијски вођа, Мајснеров делокруг није био ограничен само на полицијска питања. Његова подређеност Бадеру је била „лична и директна“, али то није значило да су службе полиције и безбедности на чијем је он био челу примале дневне заповести од Бадера. Надлежност војске над Мајснером и његовом организацијом је била ограничена на питања војне безбедности на територији окупиране Србије и војне операције. Мајснерове надлежности су се протезала на питања ојачавања немачке мањине у Србији, што је значило надлежност над снагама безбедности марионетског режима и консолидацију и коришћење постојећих фолкдојчерских добровољачких јединица у Вафен-СС. Скоро одмах по доласку у Београд, Мајснер се сусрео са СС-обергрупенфирером Вернером Лоренцом, шефом огранизације Фолксдојче мителштеле (Уред за добробит етничких Немаца, ВоМи) основане да руководи интересима фолксдојчера изван граница Рајха. ВоМи је била одговоран за ширење нацистичке идеологије лебенсраума у источној Европи. Мајснер се такође срео са СС-оберстштурмфирером Сепом Јанком, вођом фолксдојчера у Банату и са СС-бригадефирером и генерал-мајором Вафен-СС Артуром Флепсом да дискутује образовање нове дивизије, 7. СС добровољачке брдске дивизије Принц Еуген. Планови за општију регрутацију фолксдојчера нису наишли на одобрење из Берлина.
Чим је преузео свој положај, Мајснер је одмах наишао на потешкоће са Турнером, који је био одговоран за унутрашња питања и сарадњу са српском марионетском владом. Турнер је био заговорник јачања Недићеве владе и коришћења свих Срба који су вољни да сарађују са окупаторима. Мајснер је имао дијаметрално супротан став и током свог рада у Београду одбијао је да подржи или да ради са српским установама, осим на чисто тактичком нивоу. Његова одбојност према Србима је била толика да се говорило да је његова омиљена узречица била „више волим мртвог Србина него живог“. За Мајснера се такође говорило да је Србе називао „пацовским народом“.
Турнер и Мајснер су наставили да се константно сукобљавају током 1942. како је Мајснер желео да одузме сва полицијска питања из Турнерове области рата, укључујући надзор над снагама безбедности Недићеве владе. Као одговор, Турнер се трудио да задржи контролу над овим питањима. Мајснер је веровао да је једини начин да се одржи мир и безбедност била употреба бруталних полицијских метода, а Турнер је желео да да шира овлашћења Недићевом режиму и да онда замени војну управу цивилном, слично као Рајхскомесаријату Нидерланд, са собом као рајхскомесаром (гувернером). Мајснер је покушавао да Турнеров штаб деградира и утопи у Бадеров штаб, али је Волфова интервенција спречила ово. Међутим, Турнеров приступ је такође био озбиљно у раскораку са Вермахтом, који је сматрао окупирану Србију зоном борби и желео је да уклони неефикасност и испреплетане надлежности.
Упркос почетним сумњама, Вермахт је успоставио добре радне односе са Мајснером током 1942. Бадер и Мајснер су се редовно састајали и подржавали један другог тамо где су се њихови интереси поклопили. Са друге стране, сукоб између Мајснера и Турнера је постајао неподношљив, обојица су слала дуга писма са притужбама, са копијама које су ишле Химлеру. Химлер је остао при свом општем приступу, који је био да СС официри превазиђу разлике лицем у лице. Мајснер се суштински противио било каквом покушају Турнера да прошири надлежности марионетског режима у Србији, укључујући стварање спортских организација и поновно отварање Београдског универзитета, тврдећи да не може бити у немачким интересима "гајити непријатељску словенску интелигенцију".